# Ram Chundur Goburdhun
Ram Chundur Goburdhun (* 13. September 1911 auf Mauritius † im 20. Jahrhundert) war ein indischer Diplomat.

## Leben
1949 heiratete Ram Chundur Goburdhun Kamala Sinha; ihre Tochter ist Anuradha Goburdhun Bakhshi.
Er besuchte das Royal College Port-Louis sowie das Institut français du Royaume-Uni und studierte Rechtswissenschaft an der  Universität Lille II. Er übte den Beruf des Barrister aus und war Mitglied des Middle Temple, London. Von 1939 bis 1944 war er Rechtspfleger am Supreme Court of Mauritius und von 1945 bis 1946 Richter am Arbeitsgericht in Mauritius. Bei der Mauritian general election 1948 erhielt er im Wahlkreis Pamplemousses 405 Stimmen. Von 1948 bis 1950 war er Gesandtschaftssekretär Erster Klasse in Prag und von 1950 bis 1952 Geschäftsträger ebenda. Von Januar bis Februar 1953 war er stellvertretender Sekretär des Ministeriums für Auswärtige Angelegenheiten in Neu-Delhi, von 1953 bis 1955 war er Gesandtschaftsrat in Peking und von 1955 bis 1958 Gesandtschaftsrat in Paris. Von März bis Dezember 1958 leitete er die Öffentlichkeitsarbeit des indischen Außenministeriums. Von Dezember 1958 bis 1962 war er Botschafter in Rabat (Marokko) und war in Tunis akkreditiert. Von 1962 bis 1964 war er Vorsitzender der International Control Commission in Vietnam. Von Dezember 1964 bis 1966 war er Botschafter in Algier (Algerien) und von 1967 bis 1969 Botschafter in Ankara (Türkei). Von 1970 bis 1985 war er Rechtsberater des Obersten Gerichts in Neu-Delhi.